# 桥社

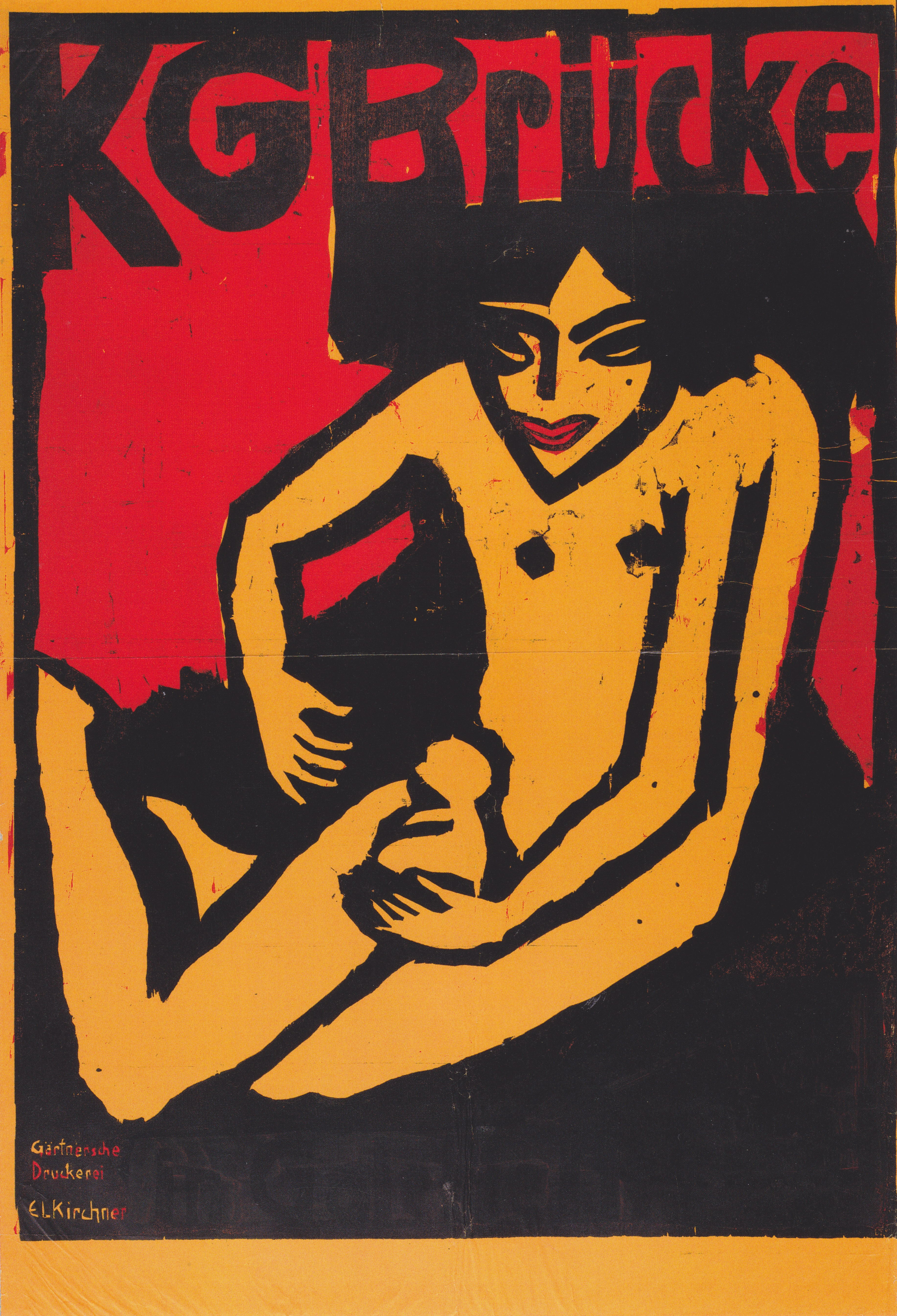
基希纳：1910年德累斯顿画展时使用的宣传画

桥社（德語：Die Brücke）是德国表现主义的一个艺术组织。

## 历史
1905年成立于德累斯顿工业大学。发起者和代表人物有恩斯特·路德维希·基希纳、卡尔·施密特-罗特卢夫和埃里希·黑克尔等。这群德工大建筑系的学生从民间艺术和原始艺术中得到启发，并受到荷兰画家文森特·梵高等人的影响。创作时强调必须表现画家个人的幻想和趣味，反对一味模仿自然，不过他们的作品间或带有象征主义倾向。
桥社的绘画风格表现在使用艳丽、对比强烈的颜色，有意识地简化作品中的形象，避免过多的细节等处。他们的油画作品有着木版画似的风格，锐利的线条及大胆的构图。除了油画，桥社的成员也创作木版画，石版画及水彩画作品。他们的绘画主题集中在都市生活，小剧场中的情景画，运动、舞蹈、沐浴中的人体以及风景画。